# Tiroteo de San José de 2021
El 26 de mayo de 2021, se produjo un tiroteo masivo en un patio de maniobras de la Autoridad de Transporte del Valle de Santa Clara (VTA) en San José, California, Estados Unidos. Diez personas murieron, incluido el pistolero, Samuel J. Cassidy, empleado de la VTA de 57 años. Es el tiroteo masivo más mortífero en la historia del Área de la Bahía de San Francisco, más que el tiroteo de 101 California Street en San Francisco en 1993.

## Trasfondo
La Autoridad de Transporte del Valle de Santa Clara (VTA) es un servicio de transporte público que opera servicios de autobús y tren ligero en todo el Valle de Santa Clara y emplea a unos 2.000 trabajadores en total. El tiroteo tuvo lugar en la División Guadalupe, una instalación de la VTA ubicada muy cerca de los cuarteles centrales de la Alguacil del Condado de Santa Clara y del Departamento de Policía de San José. Es un centro de control de tránsito que alberga trenes y un patio de mantenimiento.
El previo tiroteo masivo en el condado de Santa Clara ocurrió el 28 de julio de 2019 en el Festival del Ajo de Gilroy.

## Tiroteo

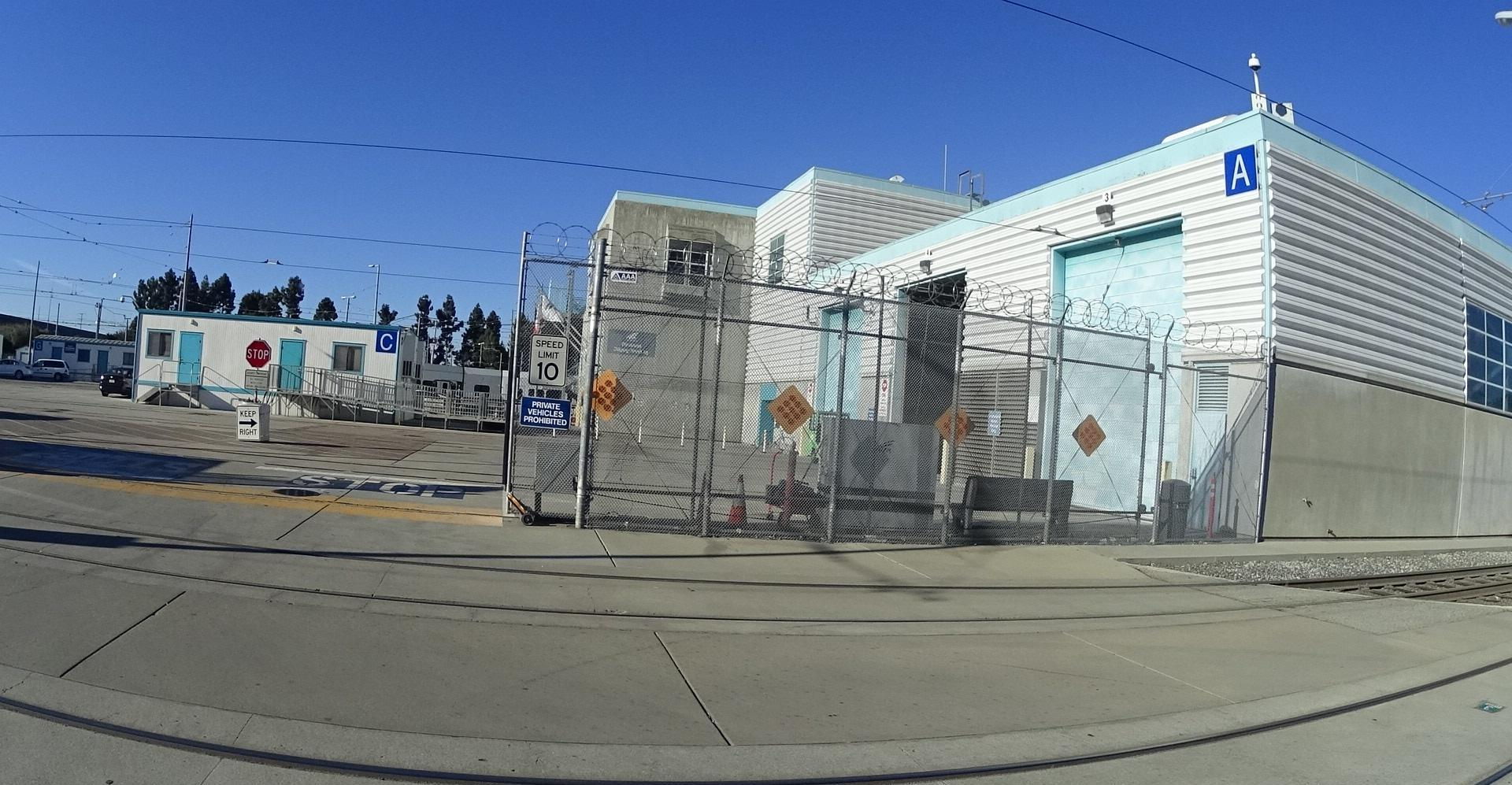
Edificio A en la base de trenes División Guadalupe de la VTA, adonde unos de los víctimas murió.

A las 6:34 a. m. PST (13:24 UTC), las autoridades del condado de Santa Clara recibieron llamadas al 9-1-1 sobre disparos en las instalaciones de la VTA. Varios agentes de la policía y bomberos acudieron al lugar. Cuando llegaron, encontraron a varias personas con heridas de bala. El tiroteo ocurrió en el patio de mantenimiento, según el presidente de la junta de la VTA, y supuestamente fue durante una reunión de empleados para trabajadores ferroviarios. A las 7:12 a. m., la Oficina del Sheriff del Condado de Santa Clara ordenó al público que se mantuviera alejado del área.
A las 8:00 a. m., se informó que el pistolero estaba "derribado". El servicio de tren ligero se suspendió por el día, pero se utilizaron autobuses para brindar un servicio limitado. La policía recibió información sobre artefactos explosivos dentro del edificio, lo que provocó que un escuadrón de bombas investigara. Agentes del FBI y la ATF respondieron a la escena. El pistolero también aparentemente prendió fuego a su casa antes de cometer el tiroteo, pero no había nadie dentro en ese momento. Los bomberos acudieron a la casa, ubicada a unas 10 millas (16,1 km) de la escena del tiroteo, y descubrió cientos de rondas de municiones y una lata de gas allí.

## Víctimas fatales
Hubo diez muertes en el tiroteo, incluida la del perpetrador, aunque la policía no ha determinado las causas de su deceso. Sin embargo, se tiene la sospecha de que se quitó la vida tras hacer el tiroteo. El Centro Médico del Valle de Santa Clara recibió a dos pacientes del tiroteo; uno de ellos murió a su llegada, mientras que el otro permaneció en estado crítico. Las víctimas tenían entre 29 y 63 años de edad, todos eran empleados de la VTA.
- Adrián Balleza, 29 años.
- José Dejesus Hernández III, 35 años.
- Taptejdeep Singh, 36 años.
- Michael Rudometkin, 40 años.
- Paul Delacruz Megia, 42 años.
- Timothy Michael Romo, 49 años.
- Alex Ward Fritch, 49 años.
- Abdolvahab Alaghmandan, 63 años.
- Lars Lane, 63 años.

## Autor
La policía identificó al atacante como Samuel James Cassidy, un empleado de la VTA de 57 años. Había estado empleado en VTA desde 2012; durante sus primeros dos años fue mecánico y luego comenzó a dar mantenimiento a subestaciones. La exesposa de Cassidy, que había estado casada con él durante diez años antes de su divorcio en 2005, lo describió con problemas de ira y, a menudo, enojado con sus compañeros de trabajo y con el VTA por lo que él creía que eran sus asignaciones laborales injustas. También dijo que él había hablado de matar gente en su lugar de trabajo hace más de una década. Según sus compañeros de trabajo, Cassidy estaba enojado por un cambio en la política que puso fin a los pagos en efectivo por los días de vacaciones no utilizados y, en abril de 2021, expresó sus quejas sobre el sistema de comunicación por radio para los operadores de trenes ligeros. La hermana de Cassidy dijo que sospecha que algo sucedió en el trabajo el 25 de mayo que motivó a Cassidy a continuar con el tiroteo al día siguiente.
Un memorando de agosto de 2016 del Departamento de Seguridad Nacional (DHS) de Estados Unidos describía cómo, tras realizar un viaje a Filipinas, Cassidy fue detenido por agentes de Aduanas y Protección de Fronteras de Estados Unidos para una inspección secundaria. Posteriormente, encontraron en su poder libros sobre terrorismo y un cuaderno de notas sobre su odio a la VTA. Se le preguntó si tenía problemas con alguien en su lugar de trabajo, y dijo que no. Según un funcionario del DHS, los agentes detuvieron a Cassidy en parte debido a las señales de alarma relacionadas con el turismo sexual, pero no se encontró nada relacionado con el turismo sexual, y la detención no dio lugar a un arresto ni, aparentemente, a ninguna acción de seguimiento. Los funcionarios de San José dijeron posteriormente que las autoridades no fueron informadas de la detención por los funcionarios federales.
Cassidy poseía numerosas armas de fuego registradas, incluidas escopetas y rifles largos, pero solo usó tres pistolas semiautomáticas en el tiroteo. No estaba claro si él también era el propietario legal de los cargadores de alta capacidad utilizados en el tiroteo; están prohibidos en California a menos que se hayan obtenido antes del 1 de enero de 2000, y no se le prohibió al comprador poseer armas de fuego. Cassidy tenía "antecedentes penales menores" y fue acusado en 1983 de obstrucción por un delito menor por resistirse a un agente del orden público.

## Respuesta

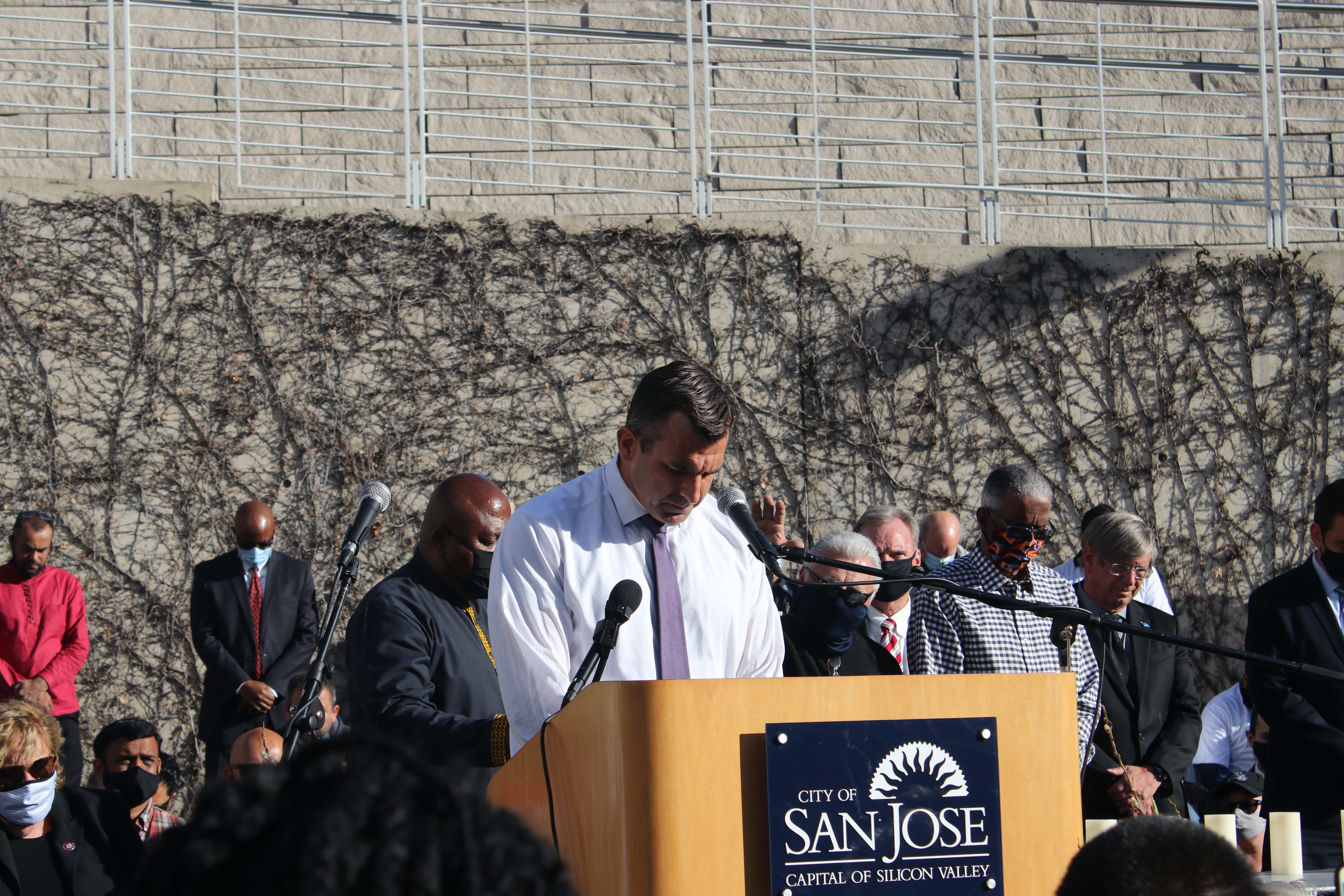
El alcalde de San José, Sam Liccardo, pausa por un momento de silencio durante un servicio memorial para los víctimas del tiroteo.

El servicio de tren ligero VTA fue suspendido el día del tiroteo y reemplazado por un puente de autobús hasta nuevo aviso. Se estableció una línea directa para empleados de la VTA y familiares para obtener información adicional sobre el tiroteo y las víctimas. La VTA también anunció planes para ayudar a los sobrevivientes y las familias de las víctimas. Al día siguiente, se llevó a cabo una vigilia frente al Ayuntamiento de San José a la que asistieron cientos, incluidas las familias de las víctimas y muchos empleados de la VTA, que estaban vestidos con su atuendo de trabajo.
El alcalde Sam Liccardo dijo que fue un "día terrible" para la ciudad y la VTA, y expresó sus condolencias a las víctimas y sus familias. También enfatizó que los empleados de la VTA han sido trabajadores esenciales durante la pandemia de COVID-19. El 28 de mayo, Liccardo revivió una propuesta, presentada originalmente en 2019 después del tiroteo en el Festival del Ajo de Gilroy, que evitaría la compra de armas de fuego al exigir que los propietarios de armas en la ciudad tengan seguro.
El presidente Joe Biden y la vicepresidenta Kamala Harris instaron al Congreso a tomar medidas sobre la legislación de control de armas. Biden ordenó que las banderas se bajaran a media asta y calificó el tiroteo como una "tragedia horrible". El gobernador Gavin Newsom hizo comentarios similares durante una visita a San José.
Tras los informes de que las agencias locales de aplicación de la ley no fueron informadas por el Departamento de Seguridad Nacional de la detención de Cassidy en 2016, una portavoz del departamento dijo que la agencia estaba trabajando para mejorar el intercambio de información con otras agencias de aplicación de la ley. Los problemas con el intercambio de información entre agencias habían sido un problema en los últimos años y en ocasiones han involucrado incidentes de alto perfil como el asalto al Capitolio de los Estados Unidos de 2021 y el tiroteo en la escuela secundaria Stoneman Douglas de Parkland.
La VTA anunció sus planes de erigir un monumento público a las víctimas.